# Аминева (деревня)
Аминева — деревня в Кунашакском районе Челябинской области. Входит в состав Саринского сельского поселения.

## Название
Ойконим по имени основателя,  Амина Акчувашева.

## География
Расположена в восточной части района, на берегу заболоченного озера Кункуль, при автодороге 75К-149. Расстояние до районного центра, Кунашака, 12 км.

### Уличная сеть
- Лесная улица
- Молодежная улица
- Новая улица
- Совхозная улица
- Центральная улица
- Школьная улица

## История
Деревня основана в середине 18 века сотником Балакатайской (Белокатайской) волости Исетской провинции Амином Акчувашевым (названа по его имени)..

## Население
| 2002 | 2010 |
| ---- | ---- |
| 460  | ↗473 |

### Историческая численность населения
В 1970 — 480, в 1995 — 476.

## Инфраструктура
Личное подсобное хозяйство с зоной сельскохозяйственного использования, индивидуальная застройка усадебного типа.
Основа экономики — сельское хозяйство.
Аминевская ООШ. ФАП.

## Транспорт
Автобусное сообщение с райцентром. Остановка общественного транспорта «Аминева». 